# Warwick Square
Pour les articles homonymes, voir Warwick.
Warwick Square est un square dans le quartier de Pimlico à Londres. Plusieurs bâtiments entourant la place sont classés grade II sur la liste du patrimoine national de l'Angleterre. Les jardins privés au centre de la place sont classés au grade II du registre des parcs et jardins historiques.
Le groupe de quatre cabines téléphoniques rouges sur Belgrave Road, à côté du mur de jardin du 1 Warwick Square, est classé Grade II.
Les numéros 1 à 23, 26 à 29, 30 à 32, 33, 49, 50 à 66 et 67 à 80, Warwick Square, sont classés individuellement au grade II,,,,,,.
La place a commencé à être aménagée à partir de 1843 et les terrasses autour de la place ont été achevées les années suivantes. Le n° 33 a été construit de 1860 à 1866 par George Morgan comme studio et hôtel particulier. Le numéro 66 était la maison et le bureau de Cubitt au moment où il développait Warwick Square. Il a été converti en 5 appartements en 2018.